# Saison 1 de Médium
Chronologie
Saison 2
Cet article présente le guide des épisodes de la première saison de la série télévisée Médium.

## Distribution

### Personnages principaux
- Patricia Arquette (V. F. : Françoise Cadol) : Allison DuBois
- Jake Weber (V. F. : Pierre Tessier) : Joseph (« Joe ») DuBois
- Miguel Sandoval (V. F. : Philippe Catoire) : Procureur Manuel Devalos
- Sofia Vassilieva (V. F. : Lisa Caruso) : Ariel DuBois
- Maria Lark (V. F. : Alice Orsat) : Bridgette DuBois
- David Cubitt (V. F. : Renaud Marx) : Détective Lee Scanlon (récurrent saison 1, régulier à partir de la saison 2)

## Épisode 1:Sixième sens
- États-Unis : 3 janvier 2005 sur NBC
- France : 27 janvier 2006 sur M6

- Arliss Howard (capitaine Kenneth Push)
- Lawrence Pressman
- April Grace (Balinda Alexander)
- Matt Barr (le suspect de 17 ans soupçonné du meurtre de l’enfant)
- Jamil Walker Smith (le codétenu, Raymond Vargas)
- Margo Martindale (Catherine)
- Bruce Nozick (avocat)
- Randy Mulkey
- Joe Stevens (sergent)
- Terry Woodberry (gardien de prison)
- Frank Wood
- John Paxton (vieil homme)
- Scott Rabinowitz (Raleigh)
- Jamie Litton (fille de 11 ans)
- Ken Kerman (gardien de prison)
- Dan Romero
- Lorenzo Callender (Pablo)
- Frank Alvarez (Martinez)
- Remy Ryan (l'épouse de Pablo)
- Christian Hutcherson (l'enfant fantôme)
- Heather Sullivan (serveuse)

## Épisode 2:L'Homme de mes rêves
- États-Unis : 10 janvier 2005 sur NBC
- France : 27 janvier 2006 sur M6

- John Mese (Ivan Kinetko)
- Elizabeth Lackey (Kamala)
- Romy Rosemont
- Wallace Langham (Alan)
- Aisha Hinds (Maxine Harris)
- John Wesley (Juge)
- Alan Woolf (Second Juge)
- Sofia Karstens (Renée)
- Howard S. Miller (Avocat de la défense)
- Rebecca Metz (Diane)
- Bruno Gunn (Policier)
- John Eddins (Policier)
- Derk Cheetwood (Policier)
- Anna Maganini (Newswoman)
- Andrew Heald (Jeune garçon)
- B.W. Gonzalez (Chef d'équipe)
- Reed Frerichs (Defendant)
- Bruno Oliver (serveur)
- Heidemarie Fuentes (Journaliste)
- Chris Krauser (Policier)

## Épisode 3:Jusqu'à ce que la mort…
- États-Unis : 17 janvier 2005 sur NBC
- France : 3 février 2006 sur M6

- Silas Weir Mitchell (Deranged Husband)
- Donna Bullock (Therapist)
- Jon Sklaroff (Mr. Rondell)
- Paul Schackman (Aerospace Engineer)
- Sam Vance (Officer)
- Neal Matarazzo (Interrogating Detective)
- Brandon Keener (Tim)
- Phe Caplan (Donna)
- Pia Artesona (Crying Woman)
- Dotan Baer (Afhganistan Soldier)

L'épisode débute par un cauchemar que fait Allison : un jeune couple est face à une femme souriante qui encourage l'époux à abattre sa femme avec un pistolet, et le mari, sous le regard bienveillant de l'épouse, la tue. Or l'inspecteur Lee Scanlon, depuis la mort brutale de sa sœur et de son beau-frère, dossier officiellement classé par la police comme un « meurtre suivi de suicide », est convaincu qu'un psychopathe assassine des jeunes couples à la fin de leur première année de mariage. En comptant celui de sa sœur, il a déjà recensé trois cas similaires en Arizona. Son ami le procureur Devalos accepte de l'aider dans son enquête et envisage la constitution d'une « équipe de choc » ad hoc. Il organise une rencontre entre Allison et le policier. Néanmoins le détective a du mal à travailler avec Allison : esprit rationnel, il ne croit pas en ses capacités paranormales et en ses méthodes de travail. Devalos explique à Scanlon qu'il n'aura pas d'autre aide qu'Allison, et que l'« équipe de choc » sera constituée d'Allison et lui ! Allison examine les photos de chacune des scènes de découverte des corps ; sous forme de « flashes », elle observe que, s'agissant de la mort de la sœur de Lee Scanlon, il y avait « une quatrième » personne impliquée. Scanlon lui annonce que sa sœur, au moment du décès, était enceinte de trois mois ; c'est à ce moment-là que Scanlon commence à prendre Allison au sérieux. Un homme est alors arrêté par la police pour le meurtre de sa femme : il déclare qu'un autre homme l'a obligé à tuer sa femme pour garder la vie sauve. Arrivant sur la nouvelle scène de crime avec Scanlon, Allison est éblouie par de mystérieux flashes de photographe (que personne ne voit à l'exception d'elle), ce qui amène Scanlon à s'interroger pour déterminer qui avait photographié les couples lors de leurs mariages. Bingo : le photographe était la même personne à chaque fois ! Se renseignant sur son identité, Scanlon parvient à l'arrêter juste avant qu'il ne commette un nouveau carnage. Scanlon considère désormais Allison sous un autre aspect, beaucoup plus respectueux. L'épisode se termine sur le fait que Joe, en secret, a préparé un petit voyage d'agrément au Mexique pour le week-end, afin de fêter l'anniversaire d'Allison.

## Épisode 4:Le Grand Méchant Loup
- États-Unis : 24 janvier 2005 sur NBC
- France : 3 février 2006 sur M6

- Anahi Bustillos (Witness)
- Brent Jennings (Wayne)
- Wayne King (Detective Wolfe)
- Hunter Brochu (Bobby Lechelle)
- Lily Jackson (Ashley)
- Saida Pagan (TV Reporter)
- David Trice (Security Guard)
- Nicole Pano (D.A. Assistant)
- Elizabeth Payne (Teacher)

## Épisode 5:Soupçons
- États-Unis : 31 janvier 2005 sur NBC
- France : 10 février 2006 sur M6

- John Wesley (Judge)
- Robert Blanche (Robert Pulaski)
- Margo Martindale (Catherine)
- Lily Rains (Young Woman)
- Catherine Wadkins (Young Brunette)
- Annabelle Milne (Friend)
- Maria Quiban (Reporter)
- Obie Sims (Bailiff)
- Barbra Bolle (Court Reporter)
- Tracy Ann Doss (Wife)
- Tiger Mendez (Cafeteria Customer)

## Épisode 6:Le Bon Samaritain
- États-Unis : 7 février 2005 sur NBC
- France : 10 février 2006 sur M6

- Reed Diamond (Jared Swanstrom)
- Camryn Grimes (Sharona)
- Vincent Duvall (Officer #1)
- Rachel Kimsey (Older Sharona)
- Arne Starr (Detective)

## Épisode 7:Diabolique
- États-Unis : 14 février 2005 sur NBC
- France : 24 février 2006 sur M6

- Thomas Ian Nicholas (Greg Watt)
- Joey Slotnick (Brett Carter)
- Alexandra Breckenridge (Isabel Galvan)
- Scott Klace (Lawyer)
- Begonya Plaza (Medical Examiner)
- Ariana Thomas (Volunteer)
- Jeffrey Housepian (Paramedic)
- Kurt Strommer (Forest Ranger #1)
- Gus Lynch (Forest Ranger #2)
- Jack Serino (Security Guard)

Allison travaille sur la mort de la petite amie du fils de l'avocat Larry Watt, croisé à l'épisode 5 : la jeune fille semble se jeter volontairement du haut d'une falaise. S'agit-il d'un suicide ? Lorsque le corps de la jeune fille est découvert grâce à Allison, les soupçons de la police se dirigent vers Larry Watt, car on découvre qu'il entretenait une liaison sentimentale avec la défunte et qu'il était présent au moment où la jeune fille s'est suicidée, ou s'apprêtait à se suicider. Néanmoins les rêves d'Allison deviennent de plus en plus précis au fil des jours, et le rôle du fils de Larry apparaît sous un autre jour, grâce à la découverte d'un magnétophone que la jeune fille avait placé dans sa poche et qu'elle avait jeté lors de son suicide : 
- c'est lui qui avait « organisé » la liaison initiale entre la jeune fille et Larry Watt ;
- c'est lui qui, jouant sur les tendances suicidaires de la jeune fille, lui a annoncé qu'il rompait avec elle, l'incitant à se suicider en se jetant du haut de la falaise ;
- en définitive, c'est lui qui a fait en sorte que Larry Watt soit soupçonné d'être à l'origine du suicide, si ce n’est du meurtre, afin de mettre la main sur son patrimoine !

## Épisode 8:Cas de conscience
- États-Unis : 21 février 2005 sur NBC
- France : 17 février 2006 sur M6

- Ryan Hurst (Michael Benoit)
- Jay R. Ferguson (Tommy Lehane)
- Susan Beaubian (infirmière)
- Laurie Burke (Diedre's Mother)
- Ingrid Coree (Widow Chadwick)
- Colby French (Sgt. Chadway)
- Angel Manzo (Sgt. Diaz)
- Jessica Morton (Lawyer)
- Michelle Rae Cannon (Infantry Soldier)
- Blaine Saunders (Diedre)

## Épisode 9:Il était une fois…
- États-Unis : 28 février 2005 sur NBC
- France : 17 février 2006 sur M6

- Don Harvey (Daryl Yellen)
- Joe Chrest (Henry Yellen)
- Jennette McCurdy (Sara Crewson)
- Maura Soden (Teacher)
- Jake Dinwiddie (Boy)
- Nelson Mashita (Clerk)

## Épisode 10:Insomnies
- États-Unis : 14 mars 2005 sur NBC
- France : 24 février 2006 sur M6

- Jonathan Chase (Cowboy)
- Romeo Fabian (Chavo's Friend)
- Andrew Geller (Trailer Narrator)
- Zach Grenier (Professor Leonard Cardwell)
- Elizabeth Lackey (Kamala)
- Wallace Langham (Alan)
- Michael Mantell (Nyles)
- Samuel Monterroza (Chavo Galindo)
- Nathan Price (Ken)
- Nick Price (Andrew)
- Victor Talmadge (Ken Buckley)
- Caryn West (Mary Buckley)
- Grace Zabriskie (Connie Buckley)

## Épisode 11:J'ai épousé une télépathe
- États-Unis : 21 mars 2005 sur NBC
- France : 3 mars 2006 sur M6

- Phil Abrams (Director)
- Paul Blackthorne (Henry Stoller / Henry Stoller's Son)
- Frances Fisher (Abigail Marsh)
- Christopher Michael (Guard)
- Kerry Leigh Michaels (Aide)
- Janet Rotblatt (Old Woman)
- Neil Vipond (Henry Stoller At Old Age)
- Laurie Burke (Lounge Dancer)
- Paulah May (Frugue Dancer)

## Épisode 12:Fantômes
- États-Unis : 28 mars 2005 sur NBC
- France : 3 mars 2006 sur M6

- Michael Bentt (Guard #2)
- Bobby Coleman (7 Year-Old Boy)
- Adria Dawn (Hard Bitten Woman)
- Faline England (Sarah Bertoni)
- Frank Ertl (Warden)
- Jordan Garrett (Sean Bertoni)
- Craig Gellis (Needle Man)
- Jaime Gomez (Pablo)
- Louis Iacoviello (Officer #1)
- Jess King (Guard #3)
- Bruna Matsin (Female Coroner)
- Paul McCarthy-Boyington (Boyfriend)
- Tiger Mendez (Prison Guard)
- Gino Montesinos (Reynaldo Cerrera)
- Roberto Montesinos (Nondescript Man)
- Dane Northcutt (Patrolman)
- Morann Peri (Lorena Vasques)
- Judy Race (Principal)
- Robb Reesman (Guard)
- Blake Robbins (Trooper)
- Hector Atreyu Ruiz (Mario)

## Épisode 13:Turbulences
- États-Unis : 25 avril 2005 sur NBC
- France : 10 mars 2006 sur M6

- Rob Benedict (Male Passenger)
- Michael Crider (New Pilot)
- Elliott Grey (Co-Pilot)
- John Hartmann (Forensics Specialist)
- Chad Lowe (David Call)
- Fay Masterson (Female Passenger)
- Neil Schwary (Airline Employee)
- Patrick Robert Smith (Delivery Man)

## Épisode 14:Affaires classées
- États-Unis : 2 mai 2005 sur NBC
- France : 17 mars 2006 sur M6

- Paul Adelstein (Craig)
- Dean Norris (Det. Rickey)
- Evan Parke (Owen Butler)
- Samantha Quan (Deborah)
- Paul Norwood (Puzzled Man)
- Mary Strong (Female Sports Reporter)
- John Montana (Rickey's Partner)
- Daniel Vogel (Admirer #1)
- Todd Malta (Admirer #2)
- Arne Starr (Detective)

## Épisode 15:Une âme maléfique
- États-Unis : 9 mai 2005 sur NBC
- France : 10 mars 2006 sur M6

- Kay Panabaker (Elisha)
- Robert Joy (Dr. Kenneth Holloway)
- Mark Sheppard (Dr. Charles Walker)

## Épisode 16:De l'autre côté du miroir (1repartie)
- États-Unis : 23 mai 2005 sur NBC
- France : 17 mars 2006 sur M6

- Zoe Dean (Woman in Hall)
- Lyn Alicia Henderson (infirmière)
- Christopher Hoffman (Photographer)
- Arliss Howard (Captain Kenneth Push)
- Reggie Jordan (Salesman)
- Neal Matarazzo (Homicide Detective)
- Kelly McNair (Young Woman)
- Randy Mulkey (Ranger #1)
- John O'Brien (Hotel Clerk)
- Saida Pagan (Morning News Anchor)
- Phil Reeves (Doctor)
- Sarah Utterback (Abducted Girl #1)